# باري دوغلاس
باري دوغلاس (بالإنجليزية: Barry Douglas) (و. 1989  م) هو لاعب كرة قدم، من إسكتلندا، ولد في غلاسكو، يلعب كمُدَافِع، وظهير (كرة القدم).

## التعليم
تعلم في Lourdes Secondary School ‏.

## روابط خارجية
- باري دوغلاس على موقع اتحاد تركيا (لاعب) (الإنجليزية)
- باري دوغلاس على موقع قاعدة بيانات كرة القدم.إي يو (الإنجليزية)
- باري دوغلاس على موقع قاعدة بيانات كرة القدم.إي يو (الإنجليزية)
- باري دوغلاس على موقع Soccerbase.com (لاعب) (الإنجليزية)
- باري دوغلاس على موقع Soccerway.com (الإنجليزية)
- باري دوغلاس على موقع عالم كرة القدم.نت (الإنجليزية)
- باري دوغلاس على موقع AS.com (الإسبانية)